# Mezquita de San Petersburgo
La mezquita de San Petersburgo (en ruso: Соборная мечеть Санкт-Петербурга, Sobórnaia metxet Sankt-Peterburg;  en tártaro, Sankt-Peterburg şəhəre camiğ məçete) es una mezquita de Rusia erigida en el centro de la ciudad de San Petersburgo, la mezquita más grande de Europa a principios del siglo XX, ya que el minarete más alto de los dos que tiene alcanza los 49 metros, y su única cúpula mide 39 metros de alto. Tiene capacidad para cinco mil fieles y se puede ver su cúpula azul desde el puente de la Trinidad, al otro lado del río Nevá.

## Historia

### Inicios

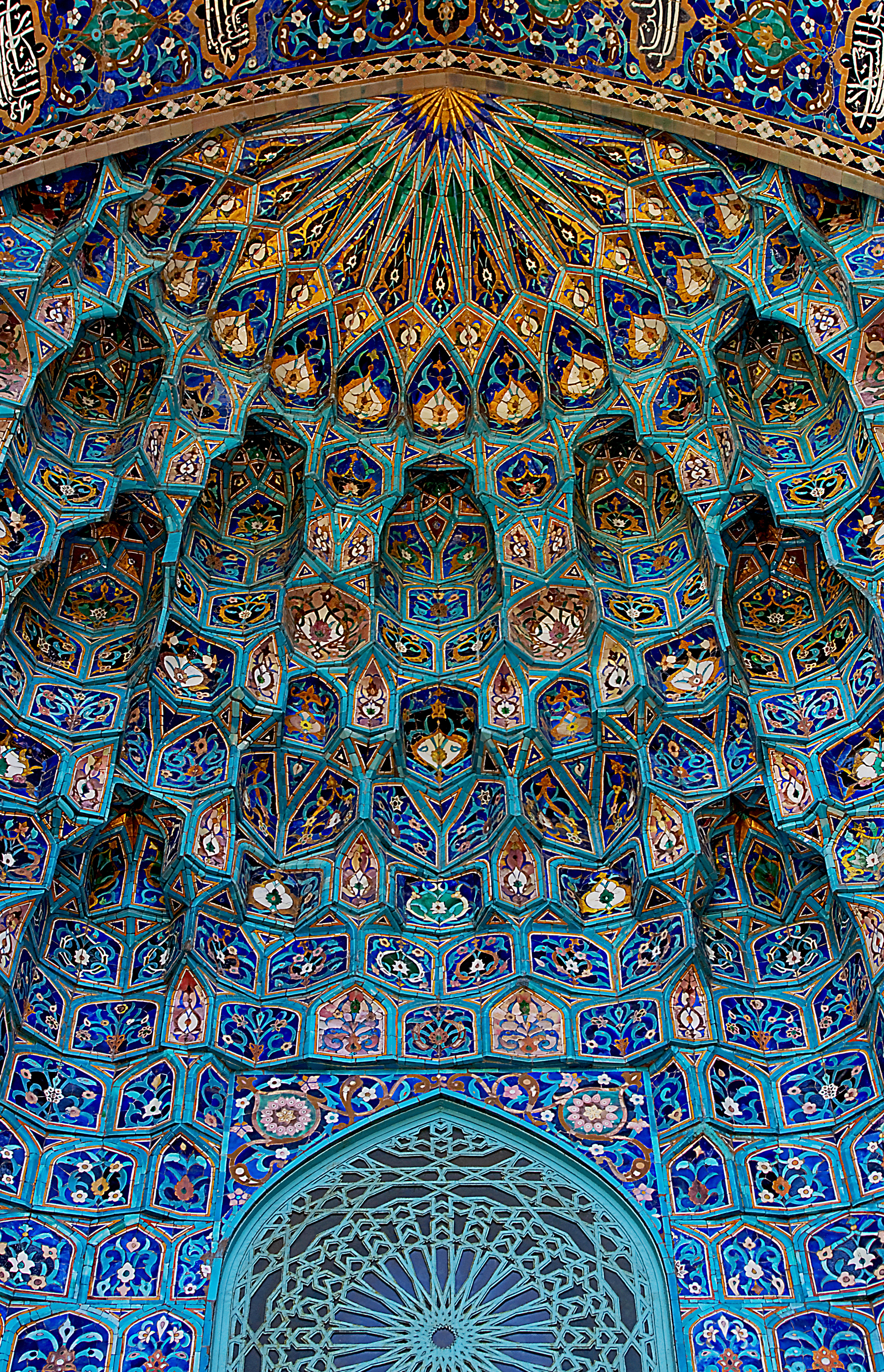
Interior de uno de los iwans o portales.

En 1882, Salimgarei Tèvkelev fue nombrado mufti de Orenburg y acordó con el ministro Dmitri Tolstoi el proyecto de una mezquita para San Petersburgo. En 1906, el ministro formó una comisión especial encabezada por Gataullin Baiazítov para recaudar 750.000 rublos en los diez años que se previó que duraría la construcción de la mezquita. Se organizaron colectas por las poblaciones de Rusia, muchos patrocinadores contribuyeron con donaciones, y la comisión inyectó hasta 142.000 rublos en valores y sellos. El mayor donante fue Said Abdul Ahad, emir de Bukhara, ya que aportó todos los gastos de la edificación.
La localización de la mezquita era simbólica, de cara a la Fortaleza de San Pedro y San Pablo, en el centro de la ciudad. El 3 de julio de 1907, en Peterhof, el emperador Nicolás II de Rusia otorgó el permiso para la compra del terreno. En otoño, la comisión aprobó el proyecto del arquitecto Nikolai Vasíliev y el ingeniero Stepan Kritxinski, con la supervisión de la construcción por parte del académico Alexander Von Hohen. La fachada del edificio se construyó con la combinación de adornos orientales y de mosaico azul turquesa.
El 3 de febrero de 1910 tuvo lugar la ceremonia de inicio de las obras, dirigida por Baiazítov y con la asistencia de personalidades del gobierno, del clero y la sociedad civil. Entre otros, asistieron el emir de Bukhara, Harusin, Nóvikov, los embajadores de Turquía y Persia; Muhamediar Sultànov, mufti de Orenburg, y Tevkèlev, líder del partido musulmán en la Duma.
La primera piedra se puso en 1910 para conmemorar el vigésimo quinto aniversario del reinado de Sayyid Abd al-Akhad Khan en Bukhara. Por aquel entonces, la comunidad musulmana de la capital rusa superaba las ocho mil almas. La estructura era capaz de alojar su mayor parte. El arquitecto Nikolai Vasíliev la diseñó inspirándose en el Gur-e Amir, el mausoleo de Tamerlán en Samarcanda. En 1921 se terminó la construcción.
Las paredes se hicieron con granito gris y la cúpula y ambos minaretes se cubrieron de mosaicos de cerámica de color azul cielo. En la construcción de la mezquita trabajaron artesanos de todo el Asia central. Las fachadas se decoraron con frases del Corán escritas con caligrafía árabe. Las columnas del interior están realizadas con mármol verde. La mezquita se encuentra tapizada con alfombras artesanales tejidas por diversos lugares de Asia central. Los fieles quedan separados según el sexo mientras tienen lugar las plegarias y las mujeres ocupan el primer piso.

### Edad Contemporánea
Con la Segunda Guerra Mundial, en 1940 la mezquita fue cerrada a los fieles y se usó de almacén. A petición popular, la mezquita reabrió como centro de culto en 1956. En 1980 se hicieron importantes obras de restauración.